# Oreochromis squamipinnis
Oreochromis squamipinnis е вид лъчеперка от семейство Цихлиди (Cichlidae). Видът е застрашен от изчезване.

## Разпространение
Разпространен е в Малави, Мозамбик и Танзания.